# Елизаветино (Оконешниковский район)
Елизаветино — деревня в Оконешниковском районе Омской области России. Входит в состав Золотонивского сельского поселения.

## История
Основана в 1891 году. 
В 1928 г. посёлок Елизаветинка (Плетнево) состоял из 168 хозяйств, основное население — латыши. Центр Елизаветинского сельсовета Калачинского района Омского округа Сибирского края.

## География
Расположен на юго-востоке региона, в пределах Западно-Сибирской равнины. 

## Население
| 2002 | 2010 |
| ---- | ---- |
| 270  | ↘170 |

### Гендерный состав
На 1928 год проживали 396 мужчин, 428 женщин (всего 824 человека)

## Инфраструктура
Личное подсобное хозяйство. 
На 1928 год 168 хозяйств, школа, изба-читальня, лавка

## Транспорт
Просёлочные дороги.